# Magyarország jekatyerinburgi főkonzulátusa
Magyarország jekatyerinburgi főkonzulátusa (oroszul: Генеральное Консульство Венгрии в Екатеринбурге) Magyarország fiatal főkonzulátusa az Oroszország ázsiai területén fekvő Jekatyerinburgban - 2008-ban nyílt. 2021-ben címe ul. Gogolja 15., a főkonzul Fábián Sándor.

## Története
A főkonzulátus megnyitásáról még 2007-ben írt alá megállapodást Gyurcsány Ferenc és Viktor Zubkov. A település kiválasztásában szerepet játszott, hogy Közép-Oroszország egyik legfontosabb ipari központjáról van szó, ahová 2007-ben közvetlen járatot indított a Malév, főpályaudvaráról pedig -mely a Transzszibériai vasútvonal egyik állomása- hét fővonal indul a térség nagyvárosai felé. A városban egyébként összesen 26 ország főkonzulátusa található, közülük ugyanabban az épületkomplexumban van az amerikai, brit, ciprusi, cseh, kongói intézmény is. A magyar főkonzulátus végül 2007. december 21-én nyílt meg, első főkonzulunk Fábián Pál Jenő volt. 2009-ben a magyar külügy "racionalizálása" idején még megmaradásáról volt szó, egy évvel később már esetleges bezárásáról írtak, bár már akkor is biztosnak tűnt, hogy a gazdasági képviselet megmarad, mert az Urálon túli területeken ez az egyetlen iroda, ami összekötő szerepet tölt be a magyar kormány felé. A főkonzulátus végül nem zárt be, 2013-ban közzétett adatok szerint 2011-ben 88 ezer vízumkérelmet fogadtak be, ami 14 százalékkal volt több, mint az előző évben.

## Konzuli kerülete
A konzuli kerület Oroszország 17 millió négyzetkilométeréből 7 milliót fed le. A jekatyerinburgi főkonzulátushoz tartoznak az alábbi közigazgatási egységek:
- Altaj köztársaság
- Bajkálontúli határterület
- Burjátföld
- Cseljabinszki terület
- Hakaszföld
- Hanti- és Manysiföld
- Irkutszki terület
- Jamali Nyenyecföld
- Kemerovói terület
- Krasznojarszki határterület
- Kurgani terület
- Novoszibirszki terület
- Omszki terület
- Permi határterület
- Szverdlovszki terület
- Tomszki terület
- Tuva
- Tyumenyi terület